# Reflekcje o miłości apdejtowanej selfie
Reflekcje o miłości apdejtowanej selfie (stylizowany zapis REFlekcje o miłości apdejtowanej selfie) – album studyjny polskiego rapera i producenta muzycznego Łukasza L.U.C.-a Rostkowskiego. Wydawnictwo ukazało się 10 listopada 2014 roku nakładem wytwórni muzycznej Warner Music Poland na podstawie licencji udzielonej przez Rostkowskiego. Na płycie znalazło się jedenaście utworów zarejestrowanych z wykorzystaniem sampli pochodzących z repertuaru m.in. Haliny Frąckowiak, Magdy Umer oraz Ireny Jarockiej. Ponadto gościnnie na albumie wystąpili Buka, MC Silk, Magiera, K2, Mesajah oraz Rahim. Mastering nagrań wykonał znany z występów zespole Skalpel Marcin Cichy. Scratche wykonał DJ Element. Na płycie zagrał ponadto trębacz Adam Lepka.
Płyta dotarła do 32. miejsca polskiej listy przebojów (OLiS).

## Lista utworów
1. „Prolog 10 Przebudzenie” - 3:36
2. „Intro” - 0:29
3. „Zong ala goliatowy bąk” - 4:36[A]
4. „Baśń o rozstaniu” (gościnnie: Buka) – 4:39[B]
5. „Małe wielkie rzeczy” (gościnnie: Adam Lepka) – 3:34[C]
6. „Z larwy w motyle” - 3:59[D]
7. „Pożar w burdelu mego życia” (gościnnie: MC Silk, Magiera) – 4:16
8. „W związku z tym” (gościnnie: K2, Mesajah) – 5:31[E]
9. „Żyroskop” - 3:48[F]
10. „Empatii reflekcje” (gościnnie: Rahim) – 3:58[G]
11. „Przyjaciele moi” - 4:30[H]

Notatki
- A^ Z wykorzystaniem sampli pochodzących z piosenki „Bawimy się w życie” w wykonaniu Haliny Frąckowiak
- B^ Z wykorzystaniem sampli pochodzących z piosenki „Ty i ja wczoraj i dziś” w wykonaniu Ireny Jarockiej
- C^ Z wykorzystaniem sampli pochodzących z piosenki „Nie zostawiaj mnie” w wykonaniu Ireny Jarockiej
- D^ Z wykorzystaniem sampli pochodzących z piosenki „O niebieskim pachnącym groszku” w wykonaniu Magdy Umer i Andrzeja Nardelliego
- E^ Z wykorzystaniem sampli w wykonaniu Krystyny Prońko
- F^ Z wykorzystaniem sampli pochodzących z piosenki „Idę dalej” w wykonaniu Haliny Frąckowiak
- G^ Z wykorzystaniem sampli pochodzących z piosenki „Tolerancja (na miły Bóg)” w wykonaniu Stanisława Sojki
- H^ Z wykorzystaniem sampli w wykonaniu Ireny Jarockiej